# گزاره (منطق)
گزاره (به انگلیسی: Proposition)؛ در دانش منطق، قضیه یا جمله‌ای است خبری که می‌تواند درست یا نادرست باشد، هر چند که درستی یا نادرستی آن بر ما پوشیده باشد. برای نمونه، جملهٔ «۲۳ عددی اول است» یا «{\displaystyle 999<0}» هر دو جمله‌های خبری هستند؛ ولی جملات امری، پرسشی و عاطفی نمی‌توانند به عنوان یک گزاره در نظر گرفته شوند؛ چون بررسی درستی یا نادرستی آن‌ها بی‌معناست.
گزاره‌های درست را با «د» یا «T» یا «۱» نشان می‌دهیم و گزاره‌های نادرست را با «ن» یا «F» یا «۰» نشان می‌دهیم. به این حالت‌ها، حالت‌های منطقی یا امکان‌های منطقی می‌گویند. درستی یا نادرستی یک گزاره را ارزش (یا ارزش صدق) آن گزاره می‌گویند.

## اقسام ساختار
از نظر ساختار دو نوع گزاره (حملی) و (شرطی) وجود دارد. در گزاره حملی اِخبار بدون هیچ شرطی صورت می‌گیرد اما در گزاره شرطی با شرط و توأم با ادات شرط همراه است.
- گزاره یا قضیه حملی
- گزاره یا قضیه شرطی

### گزاره حملی
گزارهٔ حملی، گزاره‌ای است که صفتی یا حالتی از چیزی را بیان می‌کند و به آن نسبت می‌دهد. به این نسبت دادن، حمل می‌گویند و به همین دلیل به این گزاره‌ها حملی می‌گویند؛ مثلاً این گزاره‌ها، حملی هستند: «من معلمم را دوست دارم»، «ما انسان‌هایی آزادی‌خواه هستیم».
یک گزارهٔ حملی از موضوع، محمول و فعل ربطی (نسبت) تشکیل شده‌است. اگر شکل کلی گزارهٔ حملی را به صورت «الف، ب است» بنویسیم، «الف» موضوع، «ب» محمول و «است» نسبت خواهد بود. در گزارهٔ «من معلمم را دوست دارم»، «من» موضوع، «معلمم» محمول و «دوست داشتن» نسبت است.
اگر دو گزاره حملی از نظر موضوع و محمول با هم مقایسه شوند، حالت‌های مختلفی ممکن است پیش آید. یک حالت رابطهٔ تقابل و دیگری رابطهٔ عکس است.
اگر موضوع یک گزاره، یک شخص یا یک شیء خاص باشد، به آن شخصی می‌گویند. مانند «رُم پایتخت ایتالیا است». اگر موضوع یک گزاره افراد یا اشیاء متعدد باشد، آن گزاره محصور است. مانند «هر انسانی از تعدادی سلول تشکیل شده‌است» یا «برخی انسان‌ها هر روز مطالعه می‌کنند». نشانه‌هایی که باعث می‌شوند، دایرهٔ مصداق‌ها مشخص شوند، سور نام دارند. اگر از سور «هر» یا «هیچ» استفاده شود، گزاره کلی است و اگر از سور «برخی» و مانند آن استفاده شود، گزاره جزئی است.

انواع گزاره‌های حملی:

#### گزاره شخصی
گزاره شخصی یا گزارهٔ مخصوص گزاره‌ای است که در آن موضوع جزئی باشد. در حقیقت در گزاره‌های شخصی «مصداق الف ب است» مانند: «قله سبلان پوشیده از برف است.»، «جواد دارای بیماری خاصی نیست.»، «پاستور کاشف میکروب است» و «ابن‌سینا حکیم مشّائی است.».
وقتی که موضوع گزاره، جمع یا اسم جمع باشد و محمول به همهٔ آن‌ها یعنی به مجموع آن‌ها در حالت جمع، اسناد داده شود و نه به یک‌یک آن‌ها، در این صورت باز گزاره شخصیّه‌است و مراد از موضوع، مجموع افرادی معیّن و مخصوص است. این نوع گزاره را گزارهٔ جمعی می‌نامند؛ مانند «حواریون حضرت عیسی دوازده‌تن بودند.» یا «دانش‌آموزان این کلاس سی‌نفرند.» واضح است که «سی‌نفر بودن» به کلّ دانش‌آموزان کلاس یعنی به مجموع آن‌ها گفته می‌شود و «سی‌نفر بودن» را نمی‌توان به یکی از اعضای کلاس نسبت داد. پس در این قبیل گزاره‌ها، محمول وصف فردی نیست بلکه وصف جمعی است که جمع را به منزله شخص واحدی تلقی می‌کند و محمول بر آن حمل شده‌است.
در گزاره‌های لفظی که آن لفظ موضوع مورد نظر است، نیز از جمله مصادیق گزاره‌های شخصی است؛ زیرا در تمام چنین گزاره‌هایی می‌گوییم «این لفظ چنین و چنان است.» مانند «عطر بر وزن متر است.»، «فعل اسم است»، «خدا سه حرف دارد.»، «زمزمهٔ عاشقان یک ترکیب اضافی است.» و… در این گزاره‌ها «عطر»، «فعل»، «خدا» و «زمزمهٔ عاشقان» موضوع گزاره هستند و دربارهٔ هر یک از آن‌ها حکمی بیان شده‌است؛ اما همهٔ احکام مذکور دربارهٔ لفظ موضوع گزاره‌های فوق می‌باشد.
گزاره شخصی از آن‌جا که در باب کلیات بحث نمی‌کند در علم به معنی محدود کلمه مورد اعتنای کمتری قرار می‌گیرد.

#### گزاره محصور
گزارهٔ محصور یا گزارهٔ مسوّر: گزاره‌ای است که کمیت موضوع آن معلوم است و تصریح شده‌است که «همهٔ افرادِ موضوع، مشمولِ حکمِ گزاره هستند یا برخی از آن‌ها». کمیت یک گزاره به وسیلهٔ الفاظی مانند «همه، هر، کل، تمام» یا الفاظی مانند «برخی، بعضی، مقداری، پاره‌ای از و…» بیان می‌شود که آن را «سور» می‌نامند. گزاره‌هایی که دارای سور «همه، هر، هیچ» یا سورهایی به این معانی باشند، «گزاره‌های کلیه» نامیده می‌شوند؛ مانند: «همه بوداییان گیاه‌خوارند.»
و گزاره‌هایی را که دارای سور «برخی»، «بعضی» و… می‌باشند، «گزاره‌های جزئیه» می‌نامند؛ مانند: «بعضی از معلم‌ها مهربان نیستند.»
گزارهٔ مسورّه، کامل‌ترین و دقیق‌ترین شکل گزاره‌است و در همهٔ علوم مورد استفاده و کاربرد است. از این رو در منطق نیز بیشترین توجّه به گزاره‌های مسورّه و پس از آن به گزاره‌های طبیعیه و مهمله معطوف می‌شود.

#### گزاره طبیعی
گزاره‌ای است که موضوع آن کلّی است و طبیعت و مفهوم ذهنی موضوع، مورد نظر است، نه افراد و مصادیق خارجی آن. در حقیقت این گزاره‌ها چنین هستند: «مفهوم الف ب است.». برای این نوع گزاره‌ها می‌توان مثال‌هایی زد؛ مانند: «دماوند جزئی است.»، «حیوان اعم از جسم نیست.»، «کوه طلا بدون مصداق است.»، «انسان کلی است.». «دماوند»، «حیوان»، «کوه طلا» و «انسان» موضوع گزاره‌های فوق می‌باشند؛ اما با توجّه به حکمی که دربارهٔ هر یک از آن‌ها بیان شده، می‌فهمیم که در هر گزاره، مفهوم موضوع مورد نظر می‌باشد. این نوع گزاره بیشتر در منطق و فلسفه به کار می‌رود.

#### گزاره مهمل
گزاره مهمل گزاره‌ای است که کمیت افراد و مصادیق موضوع تصریح نشده‌است؛ یعنی با آن که مُرادِ آن از موضوع، افراد است اما معلوم نیست که همهٔ افرادِ موضوع، مشمولِ حکم گزاره هستند یا برخی از آن‌ها. مانند: «انسان زیبا است.»، «دانشجویان در کلاس حاضر شدند»، «مردم این شهر کوشا هستند.»، «حیا جزء ایمان است»، «فلز، هادی الکتریسیته‌است»، «غذاخوری‌ها غیربهداشتی هستند.»
گزارهٔ مهمل را گزارهٔ منحرف نیز می‌نامند، از این حیث که دارای ابهام و اختصاری می‌باشد که ممکن است به کژتابی و ابهام بینجامد؛ بنابراین در استدلال بر اساس گزاره‌های مهمل، منطق‌دانان ممکن است دچار خطا و ارتکاب مغالطه شوند.
از همین جهت است که محتوا و معنای چنین گزاره‌هایی را در قالب و ساختار گزاره‌های منطقی بازگو می‌کنند؛ مثلاً جمله «گردو گرد است» را به «هر گردویی گرد است.» تغییر می‌دهند و جمله «هندی‌ها وبا دارند» را به جمله «برخی هندی‌ها وبا دارند» تغییر می‌دهند.

### گزاره شرطی
گاهی در ساختن گزاره، به‌جای این‌که از چیزی، خبری قطعی داده شود، از شرط استفاده می‌شود و مثلاً گفته می‌شود: «اگر باران بیاید، دانه‌ها جوانه خواهند زد». این گونه گزاره‌ها، شرطی نامیده می‌شوند.
یک گزارهٔ شرطی از دو جزء تشکیل شده‌است که جزء اول را «مقدم» و جزء دوم را «تالی» می‌گویند. اگر شکل کلی گزارهٔ شرطی را به‌صورت «اگر الف ب باشد آن‌گاه ج د است» بنویسیم، به «الف ب است» مقدم و به «ج د است» تالی می‌گویند.
انواع گزاره‌های شرطی:
گزارهٔ شرطی متصل به‌صورت کلی «اگر الف ب باشد، آن‌گاه ج د است» است. مانند «اگر درس بخوانی در امتحان موفق خواهی شد». گزارهٔ شرطی منفصل به‌صورت کلی «الف، ب یا ج است» است. مانند «عدد، زوج یا فرد است».

#### گزاره شرطی متصل
گزاره‌ای است که در آن حکم به اتصال و پیوستگی و ملازمهٔ دو نسبت یا عدم اتصال و پیوستگی و ملازمه حکم شده باشد؛ یعنی حکم شده باشد که یک نسبت مستلزم نسبت دیگری است. مانند «اگر برف بسیار ببارد، مدارس تعطیل می‌شود.».
در ترکیب شرطی، گزاره‌ای را که بعد از حرف شرط «اگر» و مانند آن قرار می‌گیرد، «مقدم» و گزارهٔ دیگر را که معمولاً با لفظ «آنگاه» همراه است، «تالی» می‌نامند. کلماتی مانند «اگر»، «هرگاه»، «چنانچه»، «در صورتی که» و… «ادات شرط» نام دارند.
گزارهٔ شرطی متصل چندین حالت دارد که پر استفاده‌ترین آن‌ها عبارتند از:
1. «اگر الف ب است، الف ج است» مانند: «اگر فلز حرارت ببیند، منبسط می‌شود.»
2. «اگر الف ب است، ج د است» مانند: «اگر نور شدت داشته باشد، مردمک چشم تنگ می‌شود.» یا «اگر روز است، خورشید می‌تابد.»
3. «اگر الف ب است، ج ب است» مانند: «اگر عدل الهی وجود دارد، آخرت هم وجود دارد.»

#### گزاره شرطی منفصل
گزاره‌ای است که در آن به گسستگی و انفصال و ناسازگاری دو یا چند نسبت حکم شده باشد؛ مانند «این جسم یا فلزی است یا چوبی.»
گزاره منفصله بر سه قسم است.
گزاره منفصل حقیقی
گزارهٔ منفصلی است که در آن تنها یک طرف گزاره درست است و اگر یکی از دو طرف درست باشد، دیگری حتماً نادرست است. مانند:این عدد یا زوج است، یا فرد. 
گزاره منفصل یک-طرف نادرست
گزارهٔ منفصلی است که در آن حداقل یک طرف نادرست است (شاید هر دو نادرست باشند) مانند: «پیراهن او یا سفید است یا آبی».
گزاره منفصل یک-طرف درست
گزارهٔ منفصلی است که در آن حداقل یک طرف درست است (شاید هر دو درست باشند) مانند: «انسان بد یا به خود زیان می‌رساند یا به دیگران».

## گونه‌ها
گزاره‌ها از جهت بساطت و ترکیب به دو گروه کلی تقسیم می‌شوند:
- گزارهٔ ساده یا اتم، گزاره‌ایست که تنها یک خبر را اعلام می‌کند و قابل تجزیه نیست.

- گزارهٔ مرکب، گزاره‌ای است که دربارهٔ بیش از یک خبر آگاهی دهد. یک گزارهٔ مرکب، ترکیبی از چند گزارهٔ ساده است. برای نمونه، گزارهٔ «امروز دوشنبه و ۲، عددی زوج است»، گزاره‌ای مرکب از اتم‌های «امروز دوشنبه‌است» و «۲، عددی زوج است»، می‌باشد.

گزاره‌های مرکب بر حسب اینکه از چند گزارهٔ ساده تشکیل شده باشند حالت‌های منطقی متفاوتی دارند. برای نمونه یک گزارهٔ مرکب که از دو گزارهٔ ساده تشکیل شده باشد، دارای ۴ حالت منطقی خواهد بود.
```
تفاوت بنیادی گزاره‌های مرکب با شرطی
گزاره شرطی یک گزاره بیشتر نیست، بنابراین صحیح نیست که گفته شود گزاره شرطی، مرکب از دو گزاره است؛ زیرا گزاره شرطی متصل و منفصل، مرکب از دو گزاره در کنار هم نهاده نیست، بلکه مجموعهٔ مقدم و تالی بر روی هم یک گزاره شمرده می‌شود؛ زیرا ذهن در مورد آن‌ها حکم واحدی می‌کند، بنابراین گزاره‌های حملی و گزاره‌های شرطی را روی‌هم‌رفته گزاره‌های ساده یا گزاره‌های مفرد می‌نامیم. گزاره‌های مرکب عبارت‌اند از گزاره‌هایی که می‌توان آن‌ها را به گزاره‌های کوچک‌تری تبدیل نمود؛ پرکاربردترین گزاره‌های مرکب 
اگر و فقط اگر
 و نیز 
ترکیب عطفی
 هستند.
```

## بستگی میان گزاره‌ها
- گزاره‌های هم ارز
- نقیض گزاره
- ترکیب فصلی («یا»)
- ترکیب عطف («و»)
- ترکیب شرطی
- ترکیب دوشرطی